# خطوط ميكونغ الجوية

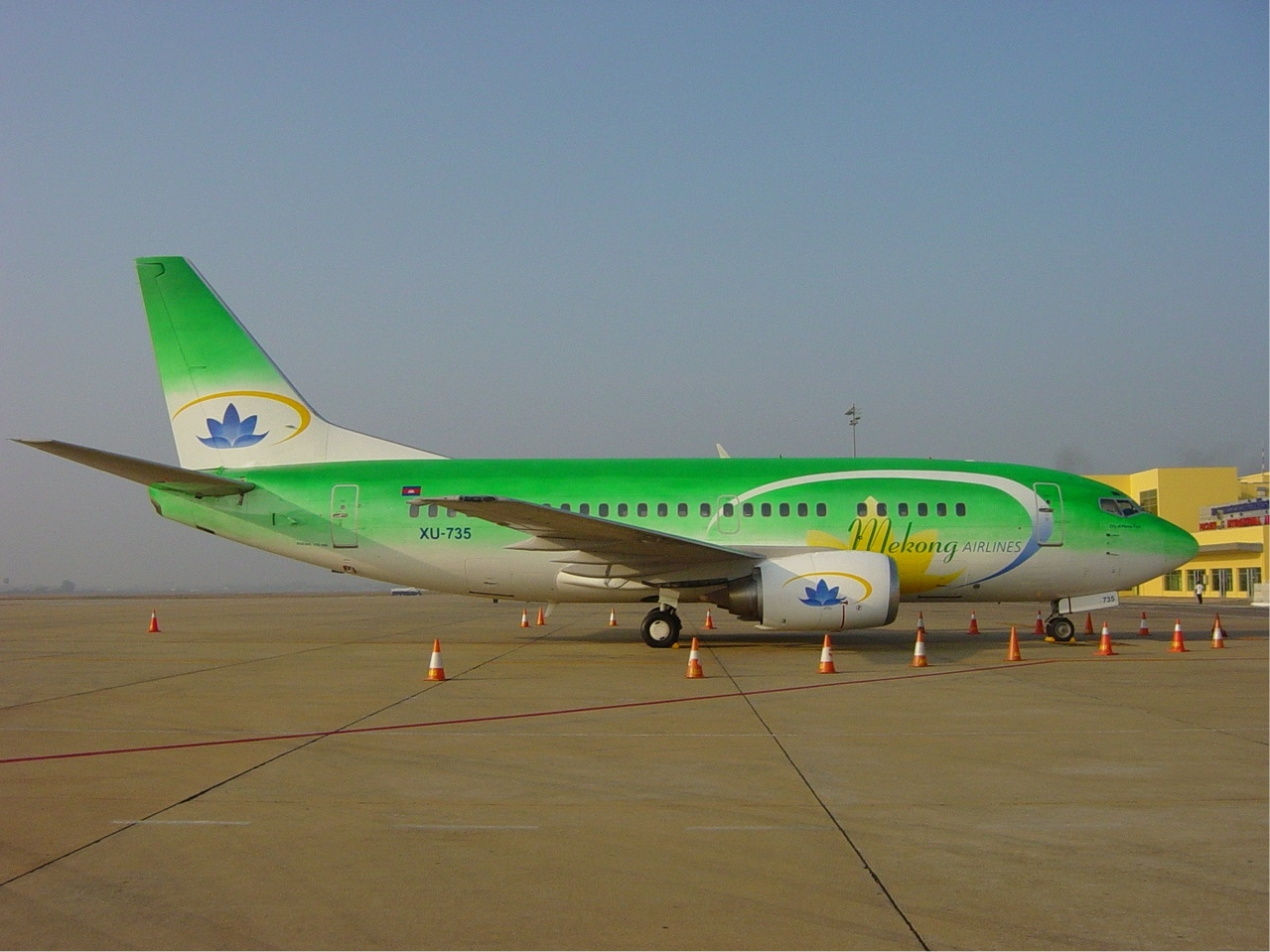
طائرة بوينغ 737-500 الوحيدة لخطوط ميكونغ الجوية في بنوم بنه، كمبوديا عام 2003

خطوط ميكونغ الجوية هي شركة طيران سابقة كانت مقرها في كمبوديا.

## التاريخ
تأسست الشركة في عام 1998 تحت اسم خطوط يانا الجوية. ثم تغير اسمها إلى خطوط ميكونغ الجوية في عام 2002."تاريخ خطوط يانا الجوية من كمبوديا، باقي العالم؛ تاريخ شركات الطيران". airlinehistory.co.uk. مؤرشف من الأصل في 2024-04-19.
عملت خطوط ميكونغ الجوية برحلات منتظمة إلى عدة وجهات في جنوب شرق آسيا باستخدام طائرة مستأجرة من طراز بوينغ 737-500، وبدأت الخدمة في 15 يناير 2003 وانتهت في 16 أكتوبر من نفس العام، مما أدى إلى توقف أعمال الشركة.
أدارت الشركة في الغالب إدارة أسترالية بفضل اتفاقية بين مستثمرين أستراليون وخمير.

## الوجهات
خدمت خطوط ميكونغ الجوية الوجهات التالية قبل توقفها:
| الدولة   | المدينة          | المطار                         |
| -------- | ---------------- | ------------------------------ |
| كمبوديا  | بنوم بنه         | مطار بوتشينتونغ الدولي [قاعدة] |
| الصين    | هونغ كونغ        | مطار هونغ كونغ الدولي          |
| ماليزيا  | كوالالمبور       | مطار كوالالمبور الدولي         |
| سنغافورة | سنغافورة         | مطار شانغي سنغافورة            |
| تايلاند  | بانكوك           | مطار دون موينغ الدولي          |
| فيتنام   | مدينة هو تشي منه | مطار تان سون نات الدولي        |

## الأسطول
عملت خطوط ميكونغ الجوية بطائرة واحدة فقط من طراز بوينغ 737-500 خلال فترة تشغيلها: